# Andy Sinton
Andrew "Andy" Sinton (Cramlington, 19 maart 1966) is een Engels voormalig betaald voetballer en huidig voetbaltrainer. Sinton was een linksbuiten en was actief in de Premier League met achtereenvolgens Queens Park Rangers, Sheffield Wednesday en Tottenham Hotspur.
Sinton speelde 12 interlands in het Engels voetbalelftal.

## Clubcarrière

### Cambridge United en Brentford
Sinton werd omschreven als "een creatieve middenvelder die vele doelpunten heeft voortgebracht". Hij was doorgaans de man van de laatste pass. Sinton debuteerde reeds op zestienjarige leeftijd (en als schoolverlater) in het eerste elftal van Cambridge United, op 2 november 1982. Sinton brak als jong veulen door bij Cambridge United. In 1985 tekende Sinton als negentienjarige een contract bij tweedeklasser Brentford. De winger speelde ruim 150 officiële wedstrijden voor Brentford en scoorde 28 doelpunten in competitieverband.

### Queens Park Rangers
Sinton verkaste in de zomer van 1989 naar Queens Park Rangers. QPR was actief in de Football League First Division, de hoogste afdeling tot de oprichting van de Premier League in augustus 1992. In het inaugurele seizoen van de Premier League werd Sinton vijfde met QPR.
Sinton, een grondpijler van het elftal, speelde 161 competitiewedstrijden voor The Superhoops. Hij scoorde een hattrick in de Premier League voor QPR tegen Everton op 28 december 1992. Meteen na het behalen van de vijfde plek met QPR in mei 1993, verliet Sinton Loftus Road.

### Sheffield Wednesday
Sinton verhuisde in augustus 1993 naar Sheffield Wednesday, dat £ 2.500.000,- voor hem betaalde aan QPR. Die som stond in contrast met de £ 25.000,- die QPR in 1989 voor Sinton op tafel legde. Hij speelde tweeënhalf seizoen op Hillsborough, waar hij een gestroomlijnde aanval vormde met aanvallers Mark Bright en David Hirst. Sheffield Wednesday, dat medio jaren negentig een middenmoter was. Onder de leiding van David Pleat nestelde Wednesday zich almaar meer in de rechterkolom van de Premier League op. Pas in Pleats tweede seizoen als manager zou de motor draaien. Sinton, die meestal aangever voor doelpunten was, scoorde drie maal uit 62 competitiewedstrijden voor The Owls.

### Tottenham Hotspur
Sinton verruilde Sheffield Wednesday in 1996 voor Tottenham Hotspur. Met de transfer was een bedrag van £ 1.569.114,- gemoeid (€ 1.800.000,-). Sinton, die terug naar Londen werd gehaald door manager Gerry Francis, won de League Cup met Spurs in 1999. Leicester City, dat onder leiding stond van Nottingham Forest-icoon Martin O'Neill, werd met 0–1 verslagen na een late treffer van de Deen Allan Nielsen. Sinton viel voor affluiten en bij 0–0, minuut 89, in voor zijn concurrent de Fransman David Ginola. De bedrijvige buitenspeler was lange tijd een vaste waarde bij Spurs, maar belandde dan op de bank en kwam nog amper aan spelen toe.

### Wolverhampton Wanderers
Het gebrek aan speeltijd voor Sinton ontging tweedeklasser Wolverhampton Wanderers niet. In de zomer van 1999 verhuisde Sinton naar Molineux. Sinton speelde drie seizoenen voor Wolves.

### Burton Albion
In 2002 verkaste hij naar Burton Albion, waar hij de aanval leidde met voormalig Liverpool en Nottingham Forest-aanvaller Nigel Clough.
In 2004 vertrok de toen 38-jarige Sinton bij Burton Albion en zakte af naar de lagere reeksen van de Football League. Hij stopte in 2007 als amateur, op 41-jarige leeftijd.

## Erelijst
| Competitie        |                   |                   |
| Competitie        | Aantal            | Jaren             |
| Tottenham Hotspur | Tottenham Hotspur | Tottenham Hotspur |
| ----------------- | ----------------- | ----------------- |
| League Cup        | 1×                | 1998/99           |

## Interlandcarrière
Sinton was international voor Engeland van 1991 tot 1993 en maakte deel uit van de selectie op Euro 1992 in Zweden. Engeland was uitgeschakeld na de groepsfase, mede door gastland Zweden. Hij debuteerde onder bondscoach Graham Taylor tegen Polen op 13 november 1991, een 1–1 gelijkspel.

## Trainerscarrière
Sinton was de coach van de semiprofessionele club Fleet Town van 2005 tot 2010.
Op 26 mei 2010 werd Sinton aangesteld als coach van amateurclub AFC Telford United. Op 31 januari 2013, na een reeks van 16 wedstrijden zonder overwinning, werd Sinton de laan uitgestuurd.